# Izvor (gmina Paraćin)
Izvor (cyr. Извор) – wieś w Serbii, w okręgu pomorawskim, w gminie Paraćin. W 2011 roku liczyła 799 mieszkańców.